# Amédé Ardoin
Amédé Ardoin (11 de marzo de 1898 – 3 de noviembre de 1942) fue un acordeonista criollo estadounidense de Luisiana, uno de los primeros músicos en hacer grabaciones de música cajún. Los eruditos de la música de Luisiana le acreditan el hecho de haber sentado las bases de la música criolla a principios del siglo xx, además de escribir varias canciones que alcanzaron a considerarse estándares del zydeco.

## Vida y carrera
Procedente de una familia de músicos, Amédé estableció una relación musical regular con el violinista Dennis McGee, con quien grabó en 1929 seis temas para Columbia Records, en Nueva Orleans. Al lado de él también llegaron a tocar su primo Alphonse "Bois Sec" Ardoin y Canray Fontenot.

## Muerte
Sobre su muerte hay varias teorías, una de las cuales es la de su asesinato por el Ku Klux Klan el 4 de noviembre de 1941, tras haber tenido un breve contacto con una joven blanca en uno de sus conciertos. Sin embargo, otros autores, sostienen que el asesinato se debió a celos artísticos de otro músico local e, incluso, que no murió golpeado sino envenenado. Hay quien mantiene que esa noche no llegó a morir y, disminuido física y psíquicamente, fue internado en un asilo, donde murió el 3 de noviembre de 1942.